# Haaken Hasberg Gran
Haaken (även Haakon) Hasberg Gran, född 17 april 1870 i Tønsberg, död 2 juni 1955, var en norsk botaniker.
Gran blev 1905 professor i botanik vid Kristiania universitet och föreståndare av dess botaniska laboratorium. Han utgav flera arbeten om havsalger (bland annat Kristianiafjordens algeflora, 1, 1896), men ägnade sig främst åt studiet av havets plankton, inom vilket område han var en av sin tids främsta forskare. Han skrev en lång rad avhandlingar på detta område, däribland Protophyta i "Den norske Nordhavsekspedition", 1897; Hydrographic-Biological Studies of the North Atlantic Ocean and Coast of Nordland, 1900; Diatomaceæ i Fridtjof Nansen, The Norwegian North Polar Expedition, 1900; Diatoméen i "Nordisches Plankton", 1905; Das Plankton des norwegischen Nordmeers, 1902 (doktorsavhandling); The Plankton Production in the North European Waters in the Spring of 1912, 1915. 
Gran utvidgade senare sina studier till sötvattensplankton och efter en vistelse hos Martinus Willem Beijerinck i Delft studerade han även havets bakterier. Han deltog i en rad havsforskningsresor med norska statens forskningsfartyg "Michael Sars"; särskilt kan nämnas hans deltagande i detta fartygs stora atlantresa 1910. År 1908 blev han ordförande för Selskabet Havedyrkningens Venner och studerade odlade växters raser och deras förädling. Han invaldes 1936 som utländsk ledamot av svenska Vetenskapsakademien.